# Léon Maka
Pour les articles homonymes, voir Camara.
Ne doit pas être confondu avec Léon Maccas.
Léon Maka (), né en 1912 à Conakry, est une personnalité politique guinéenne et président de l'Assemblée nationale de 1963 à 1974.

## Biographie et études
En 1924, il obtient son certificat d'études à Mamou (Moyenne Guinée) et réussit le concours d'entrée à l'École normale William-Ponty en 1927 d'où il sort en 1930.

## Carrière professionnelle
Léon Maka a fait une carrière d'instituteur au cours de laquelle il a été directeur d'école à Conakry, Koba (Boffa), Mamou, Guéckédou, Télémélé et Dabola.

## Carrière politique
Il a commencé sa carrière de militant et d'homme politique en 1946, au sein de la sous-section PDG/RDA de Mamou. Elu adjoint au maire de Mamou en 1958, il fut honoré la même année de la décoration de compagnon de l'indépendance.
En 1961, il est nommé Ambassadeur de la république de Guinée au Togo, au Dahomey et au Niger et conduit la délégation du gouvernement guinéen à la session de l'Assemblée générale de l'ONU. 
Président de l'Assemblée nationale de 1963 à 1974, il est aussi nommé Ministre du domaine de l'intérieur en 1970.

## Complot en Guinée
Le 15 novembre 1966, Léon Maka, président de l’Assemblée nationale guinéenne, accusait les ministres français de la coopération et des départements et territoires d’outre-mer, Triboulet et Jacquinot, ainsi que l’ambassadeur de France à Conakry, Philippe Koenig de complot contre la Guinée en complicité avec des États de l’Entente, particulièrement de la Côte d'Ivoire de Félix Houphouët-Boigny.

## Prix et reconnaissance
- 1958 : il est décoré compagnon de l'indépendance de la république de Guinée.